# Barbières
Barbières est une commune française située dans le département de la Drôme, en région Auvergne-Rhône-Alpes.
Ses habitants sont dénommés les Barbiérois.

## Géographie

### Localisation
Barbières est située à 12 km de Romans-sur-Isère et à 18 km de Valence. Le village est situé au pied du massif du Vercors vers le col de Tourniol, vue panoramique sur les vallées du Rhône et de l'Isère.
| Bésayes, Marches             | Rochefort-Samson | Rochefort-Samson |
| Saint-Vincent-la-Commanderie | Barbières        | Léoncel          |
| Saint-Vincent-la-Commanderie | Léoncel          | Léoncel          |

### Hydrographie
La commune de Barbières est arrosée par :
- la rivière la Barberolle qui prend sa source sur la commune[1],[2] ;
- le ruisseau des Marais, affluent de la Barberolle[1] ;
- le ruisseau du Ranc ; affluent du ruisseau des Marais[1] ;
- le torrent des Riveure, affluent de la Barberolle[1].

### Climat
Pour des articles plus généraux, voir Climat d'Auvergne-Rhône-Alpes et Climat de la Drôme.
En 2010, le climat de la commune est de type climat méditerranéen altéré, selon une étude du CNRS s'appuyant sur une série de données couvrant la période 1971-2000. En 2020, Météo-France publie une typologie des climats de la France métropolitaine dans laquelle la commune est exposée à un climat de montagne ou de marges de montagne et est dans une zone de transition entre les régions climatiques « Moyenne vallée du Rhône » et « Alpes du nord ». 
Pour la période 1971-2000, la température annuelle moyenne est de 11,1 °C, avec une amplitude thermique annuelle de 17,3 °C. Le cumul annuel moyen de précipitations est de 1 087 mm, avec 8,9 jours de précipitations en janvier et 5,8 jours en juillet. Pour la période 1991-2020, la température moyenne annuelle observée sur la station météorologique de Météo-France la plus proche, « Rochefort-Samson_sapc » sur la commune de Rochefort-Samson à 2 km à vol d'oiseau, est de 12,4 °C et le cumul annuel moyen de précipitations est de 1 024,4 mm,. Pour l'avenir, les paramètres climatiques de la commune estimés pour 2050 selon différents scénarios d'émission de gaz à effet de serre sont consultables sur un site dédié publié par Météo-France en novembre 2022.

## Risques naturels
La commune de Barbières a été touchée par un tremblement de terre d’intensité V sur l’échelle MSK en 1984.

## Urbanisme

### Typologie
Au 1er janvier 2024, Barbières est catégorisée bourg rural, selon la nouvelle grille communale de densité à 7 niveaux définie par l'Insee en 2022.
Elle est située hors unité urbaine. Par ailleurs la commune fait partie de l'aire d'attraction de Valence, dont elle est une commune de la couronne,. Cette aire, qui regroupe 71 communes, est catégorisée dans les aires de 200 000 à moins de 700 000 habitants,.

### Occupation des sols
L'occupation des sols de la commune, telle qu'elle ressort de la base de données européenne d’occupation biophysique des sols Corine Land Cover (CLC), est marquée par l'importance des forêts et milieux semi-naturels (68,8 % en 2018), en augmentation par rapport à 1990 (67,4 %). La répartition détaillée en 2018 est la suivante : 
forêts (65,9 %), prairies (19,5 %), terres arables (4,4 %), zones agricoles hétérogènes (3,8 %), zones urbanisées (3,4 %), milieux à végétation arbustive et/ou herbacée (2,9 %). L'évolution de l’occupation des sols de la commune et de ses infrastructures peut être observée sur les différentes représentations cartographiques du territoire : la carte de Cassini (XVIIIe siècle), la carte d'état-major (1820-1866) et les cartes ou photos aériennes de l'IGN pour la période actuelle (1950 à aujourd'hui).

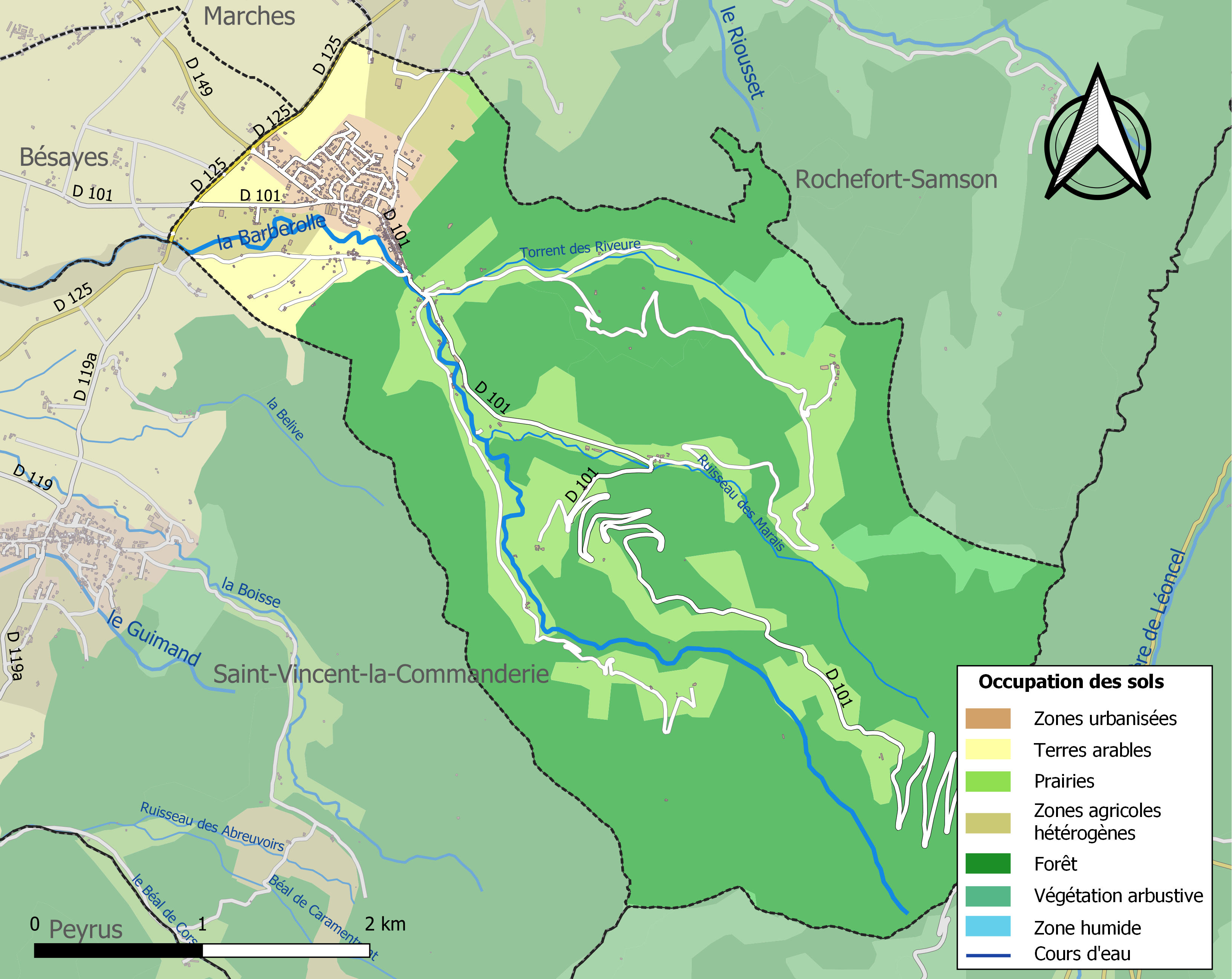
Carte des infrastructures et de l'occupation des sols de la commune en 2018 (CLC).

## Toponymie

### Attestations
- 1046 : Barberia (cartulaire de Romans, 139)[15] / étudié par Ernest Nègre[16].
- XIIe siècle : mention du mandement : Mandamentum de Barbera (cartulaire de Romans, 274)[15].
- 1260 : Castrum de Barbeira (De l'usage des fiefs, II, 118)[15].
- 1442 : Castrum Barberie (choix de docum., 272)[15].
- 1459 : Barbeyra (archives de la Drôme, E 2140)[15].
- 1891 : Barbières, commune du canton de Bourg-de-Péage[15].

### Étymologie
Ce toponyme serait issu d'un anthroponyme romain Barbarius.

## Histoire

### Du Moyen Âge à la Révolution
Les seigneuries : 
- Le mandement de Barbières comprenait la partie basse de la commune de ce nom. Il relevait des comtes de Valentinois.
- Le mandement de Pellafol comprenait la partie haute. Il relevait des évêques de Valence.
- Au moins depuis le XIIIe siècle : les deux mandements auront toujours les mêmes seigneurs.
- 1295 : les Barnard.
- Les Sassenages (par héritage).
- 1338 : donné aux Rochefort.
- 1349 : les Beaumont (par héritage).
- 1609 : les Frères.
- Les (du) Sozey de la Croix.

Les paroisses :
- Mandement de Barbières : paroisse de Fiancayes[réf. nécessaire].
- Mandement de Pellafol : paroisse Saint-Martin de Cerne[réf. nécessaire].
- Les deux églises étaient situées en dehors du territoire de la commune actuelle et sont aujourd'hui disparues. Une première église paroissiale a été bâtie au XVIIe siècle au centre du village (aujourd'hui Poste-Maison des arts). Elle sera remplacée à la fin du XIXe siècle par l'église Saint-Sébastien, située à l'entrée du village[17].

XVIe siècle : Antoine de Beaumont, seigneur de Barbières, se distingua pendant les guerres de religion, sous le nom de « Capitaine Barbières », dans les rangs catholiques. Il était le cousin de François de Beaumont, le célèbre et sinistre baron des Adrets qui a mis sa violence, successivement, au service des deux camps[réf. nécessaire].
1689 (démographie) : 90 chefs de famille.
1789 (démographie) : 122 chefs de famille.
Avant 1790, Barbières était une communauté de l'élection et subdélégation de Valence et de la sénéchaussée de Crest, formant une paroisse du diocèse de Valence, dont les dîmes appartenaient au prieur de Cerne (cf. la commune de Charpey).

### De la Révolution à nos jours

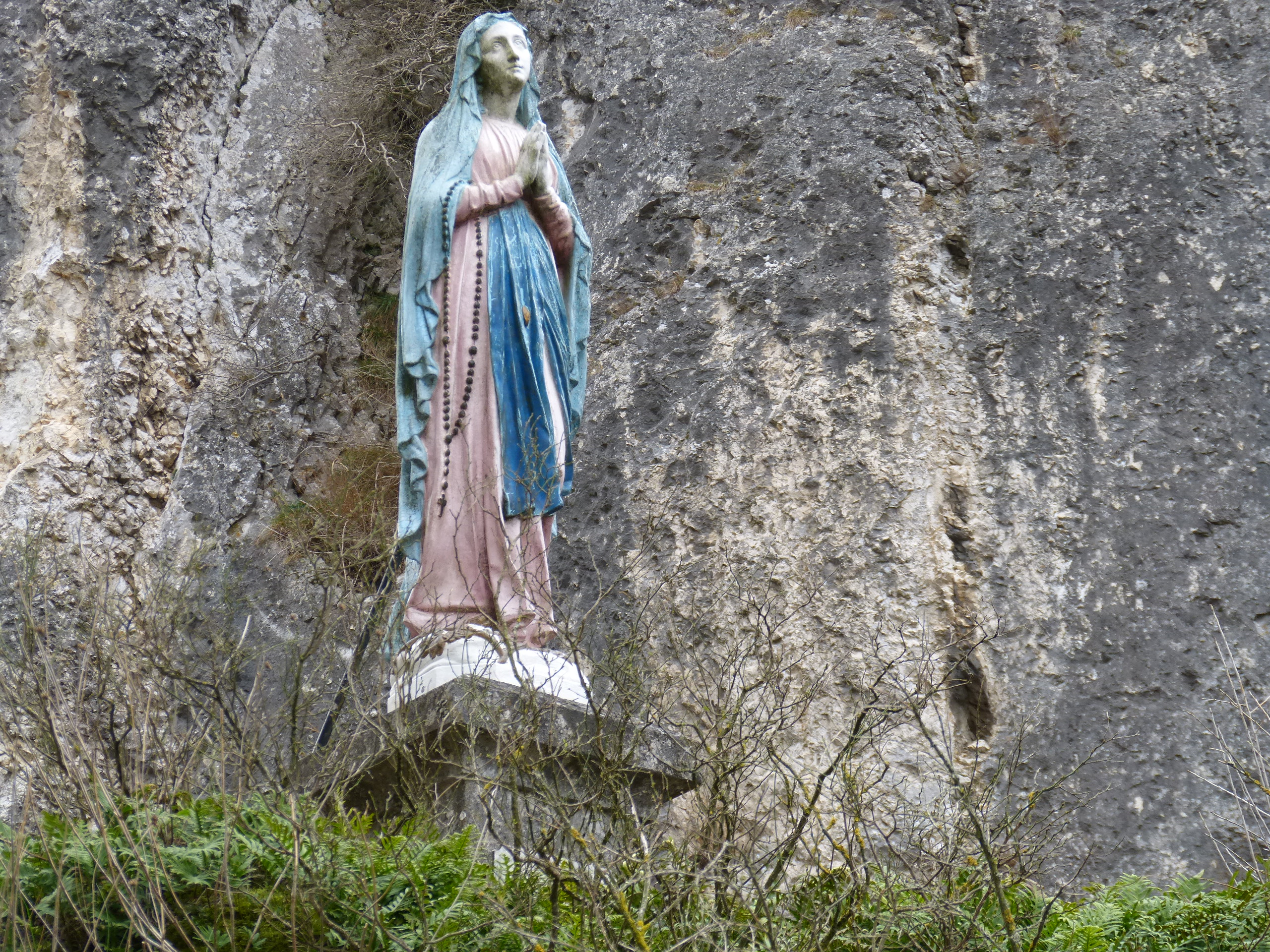
La « Vierge du Voeu » de Barbières.

En 1790, Barbières fait partie du canton de Rochefort-Samson, mais la réorganisation de l'an VIII l'a fait entrer dans celui du Bourg-de-Péage.
1944 (religion catholique) : les « Vierges du Vœu du 15 août 1944 » dans la Drôme. Barbières fait partie des communes qui installent l'une de ces statuettes.

## Politique et administration

### Administration municipale
Le nombre d'habitants au dernier recensement étant compris entre 500 et 1 499, le nombre de membres du conseil municipal est de quinze.
À la suite de l'élection municipale de 2014, le conseil municipal est composé de quatre adjoints et de dix conseillers municipaux.

### Liste des maires
| Période                                  | Période  | Identité          | Étiquette | Qualité  |
| ---------------------------------------- | -------- | ----------------- | --------- | -------- |
| Les données manquantes sont à compléter. |          |                   |           |          |
| 1928                                     | 1965     | Jules Seyve       |           |          |
| mars 1965                                | 1995     | Valéry Invernizzi | DVD       |          |
| 1995                                     | 2010     | Michel Bénistant  |           |          |
| novembre 2010                            | 2014     | Michel Alloix     |           |          |
| 2014                                     | 2020     | Michel Romain     | SE        | Retraité |
| 2020                                     | En cours | Bernard Previeu   |           |          |

## Population et société

### Démographie
L'évolution du nombre d'habitants est connue à travers les recensements de la population effectués dans la commune depuis 1793. Pour les communes de moins de 10 000 habitants, une enquête de recensement portant sur toute la population est réalisée tous les cinq ans, les populations de référence des années intermédiaires étant quant à elles estimées par interpolation ou extrapolation. Pour la commune, le premier recensement exhaustif entrant dans le cadre du nouveau dispositif a été réalisé en 2007.

En 2022, la commune comptait 1 138 habitants, en évolution de +9,85 % par rapport à 2016 (Drôme : +2,64 %, France hors Mayotte : +2,11 %).
| 1793 | 1800 | 1806 | 1821 | 1831 | 1836 | 1841 | 1846 | 1851 |
| ---- | ---- | ---- | ---- | ---- | ---- | ---- | ---- | ---- |
| 618  | 585  | 746  | 561  | 653  | 626  | 639  | 606  | 632  |

| 1856 | 1861 | 1866 | 1872 | 1876 | 1881 | 1886 | 1891 | 1896 |
| ---- | ---- | ---- | ---- | ---- | ---- | ---- | ---- | ---- |
| 562  | 529  | 502  | 518  | 570  | 540  | 478  | 450  | 440  |

| 1901 | 1906 | 1911 | 1921 | 1926 | 1931 | 1936 | 1946 | 1954 |
| ---- | ---- | ---- | ---- | ---- | ---- | ---- | ---- | ---- |
| 444  | 476  | 422  | 333  | 370  | 370  | 352  | 354  | 372  |

| 1962 | 1968 | 1975 | 1982 | 1990 | 1999 | 2006 | 2007 | 2012 |
| ---- | ---- | ---- | ---- | ---- | ---- | ---- | ---- | ---- |
| 421  | 507  | 534  | 610  | 583  | 647  | 710  | 719  | 961  |

| 2017  | 2022  | - | - | - | - | - | - | - |
| ----- | ----- | - | - | - | - | - | - | - |
| 1 059 | 1 138 | - | - | - | - | - | - | - |

### Manifestations culturelles et festivités
- Fête patronale : dernier dimanche de juillet / Fête communale : 11 novembre[18].

### Sports
- Gymnase intercommunal géré avec les communes de Bésayes, Marches et Rochefort-Samson[réf. nécessaire].

## Économie
En 1992 : pâturages, céréales, bovins.
- Foires : 25 avril et 18 octobre[18].

### Tourisme
- Défilé vers le col de Tourniol (vue sur la plaine)[18].

## Culture locale et patrimoine

### Lieux et monuments
- Vieux village pittoresque[18].
- Château de Pellafol (ruines)[18] avec donjon pentagonal[réf. nécessaire].
- Église Saint-Sébastien de Barbières du XIXe siècle[18].

### Personnalités liées à la commune
- Pierre de Selve dit de Monteruc chanoine de Barbières en 1355, né à une date inconnue au château de Donzenac, dans l'actuel département de la Corrèze, alors dans le Limousin et mort à Avignon, le 20 mai 1385 (julien) soit le 30 mai 1385 (grégorien).

### Héraldique, logotype et devise
|  | Barbières possède des armoiries dont l'origine et le blasonnement exact ne sont pas disponibles. |